# سكوت هوفمان
سكوت هوفمان (بالإنجليزية: Scott Hoffman)‏ هو فنان إيقاعي وطبال أمريكي، ولد في 10 أكتوبر 1961 في فورت مايرز في الولايات المتحدة.